# 동래우체국
동래우체국(東萊郵遞局)은 대한민국 부산광역시 동래구 명륜동에 있는 부산광역시 동래구 전역을 관할하는 부산지방우정청 소속 우체국이다.

## 연혁
- 1904년 3월 16일: 동래우체국우편수취소로 발족
- 1948년 8월 30일: 동래우체국으로 개칭
- 1950년 1월 1일: 사무관국으로 승격
- 1968년 12월 31일: 청사신축 이전 (동래구 명륜동 638-13)
- 1971년 12월 15일: 서기관국으로 승격
- 1989년 1월 30일: 부산금정우체국 분리
- 2001년 9월 24일: 부산법원우체국을 부산 서구 부민동2가 1에서 연제구 거제1동 1500으로 이전[2]
- 2001년 10월 1일: 부산사직2동우편취급소를 부산사직1동우편취급소로 명칭 변경[3]
- 2002년 3월 18일: 부산연제우편취급소를 부산연화우편취급소로 명칭 변경[4]
- 2005년 5월 23일: 부산연제우체국 분리(우편물 배달업무는 동래우체국에서 동래구, 연제구 관할)
- 2008년 3월 20일: 동래우체국 신청사 준공
- 2008년 4월 28일: 연제구 우편구역을 동래우체국에서 부산연제우체국으로 분리[5]
- 2011년 5월 2일: 부산명장2동우편취급국 설치[6]
- 2014년 1월 1일: 우편구역을 다음과 같이 고시[7]

| 배달국     | 배달구역      | 구역번호      |
| ---------- | ------------- | ------------- |
| 동래우체국 | 동래구 전지역 | 47700 ~ 47906 |

- 2014년 10월 31일: 기존 부산 동래구 충렬대로107번길 85-2 (온천동)에 있던 동래럭키아파트우편취급국과 부산 동래구 여고로113번길 63-4 (사직동)에 있던 부산사직3동우편취급국 위탁계약 해지로 폐국[8]
- 2014년 11월 3일: 동래럭키아파트우편취급국, 부산사직3동우편취급국 재개국[9]
- 2016년 12월 31일: 부산충렬우편취급국 폐국[10]
- 2019년 3월 1일: 부산명륜2동우편취급국을 부산명륜동우편취급국으로 명칭 변경[11]
- 2021년 2월 1일 : 부산안락2동우편취급국을 부산 동래구 안락로125번길 31 B103호에서 부산 동래구 안락로125번길 31 B102호 로 이전[12]

## 관할 우체국
| 우체국명                 | 사진 | 주소                                                             | 비고                                                |
| ------------------------ | ---- | ---------------------------------------------------------------- | --------------------------------------------------- |
| 동래럭키아파트우편취급국 |      | 부산광역시 동래구 충렬대로107번길 98                             | 2014년 11월 3일 재설치 개국                         |
| 동래온천우체국           |      | 부산시 동래구 금강로 106-1                                       |                                                     |
| 부산동부우편취급국       |      | 부산 동래구 중앙대로 1329                                        |                                                     |
| 부산명륜동우편취급국     |      | 부산광역시 동래구 명륜로 269(명륜동, 명륜2동우편취급국)          | 2019년 3월 1일 부산명륜2동우편취급국에서 명칭 변경  |
| 부산명장2동우편취급국    |      | 부산광역시 동래구 충렬사로 81(명장동, 부산명장2동우편취급국)     | 2011년 5월 2일 신설                                 |
| 부산명장동우체국         |      | 부산광역시 동래구 명안로78번길 24(명장동, 명장동우체국)          |                                                     |
| 부산사직1동우편취급국    |      | 부산 동래구 사직북로 42                                          | 2001년 10월 1일 부산사직2동우편취급소에서 명칭 변경 |
| 부산사직3동우편취급국    |      | 부산광역시 동래구 여고로113번길 39-2                             | 2014년 11월 3일 재설치 개국                         |
| 부산사직동우체국         |      | 부산 동래구 아시아드대로 154                                     |                                                     |
| 부산수안동우체국         |      | 부산 동래구 충렬대로 244-1                                       |                                                     |
| 부산안락2동우편취급국    |      | 부산광역시 동래구 안락로125번길 31 (안락동)                      |                                                     |
| 부산안락동우체국         |      | 부산 동래구 충렬대로 395                                         |                                                     |
| 부산온천3동우체국        |      | 부산광역시 동래구 석사북로 106                                   |                                                     |
| 부산충렬우편취급국       |      | 부산광역시 동래구 충렬대로428번길 28(안락동, 부산충렬우편취급국) | 2016년 12월 31일 폐국                               |

## 조직
- 지원과
- 경영지도실
- 영업과
  - 고객지원실
- 우편물류과
- 소포영업과